# 일본 국가공안위원회

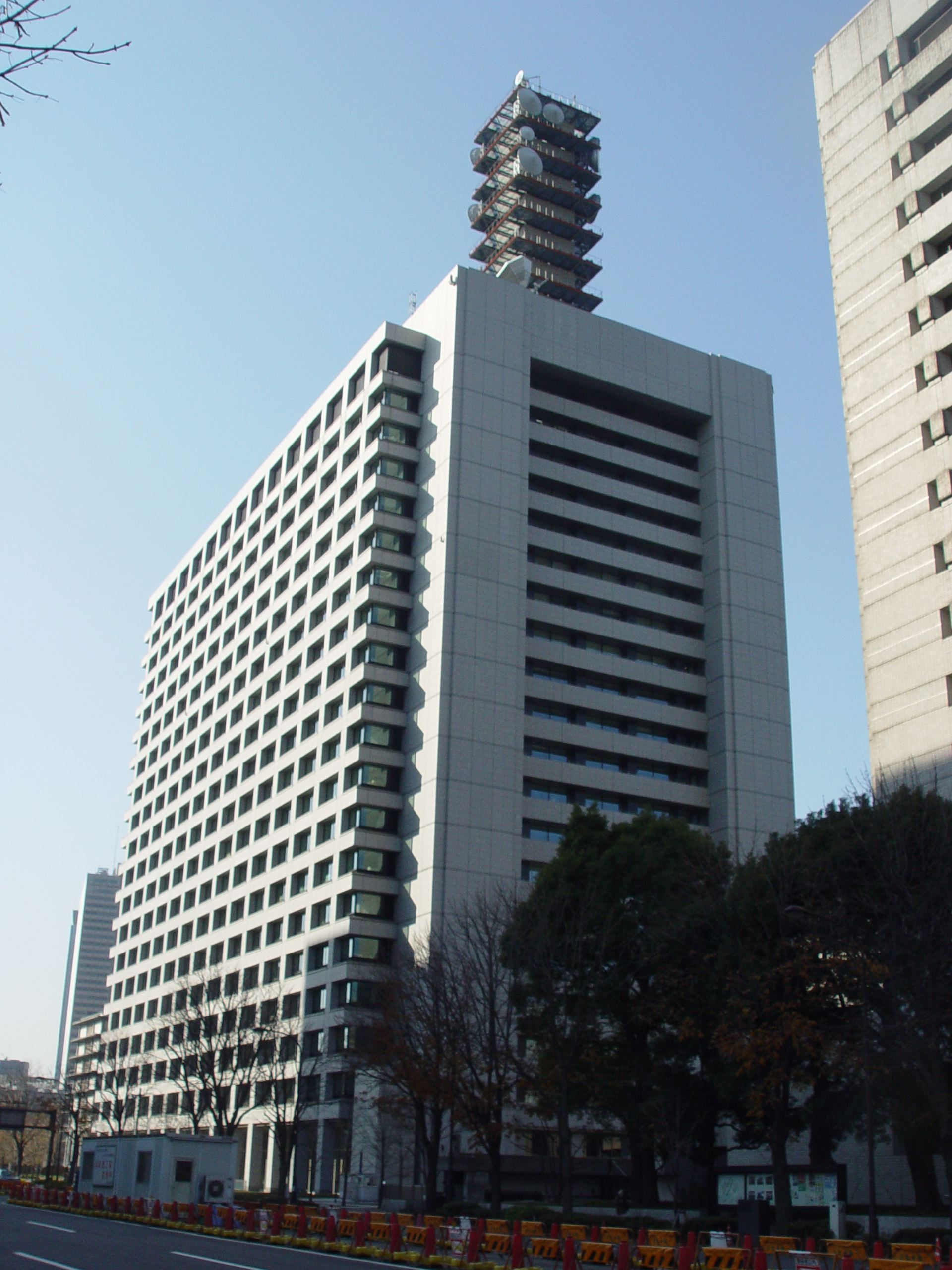
중앙합동청사 제2호관 국가공안위원회 청사

국가공안위원회(일본어: 国家公安委員会, National Public Safety Commission)는 일본의 행정기관이다. 내각총리대신 소관에 놓인 합의제의 위원회로, 내각부의 외국(外局)이지만 독립적으로 직권을 행사한다. 경찰의 민주적인 관리와 정치적 중립성의 확보를 위해 경찰법에 근거하여 창설되었다. 국무대신인 위원장과 5명의 위원으로 구성되며, 실무기관으로 경찰청이 설치되어 있다.

## 임무
국가의 공안에 관한 경찰운영을 주관하고, 경찰교양, 경찰통신, 정보기술의 분석, 범죄감식, 범죄통계 및 경찰장비에 관한 사항을 총괄하며 경찰행정에 관한 조정을 함으로써 개인의 권리와 자유를 보호하고 공공의 안전과 질서를 유지하는 것을 임무로 한다(일본 경찰법 5조 1항).

## 조직
내각부 설치법 제49조 제1항 및 경찰법에 따라 내각총리대신 관할 하에 놓여 내각부의 외국(外局)으로 하는, 합의제의 행정위원회이다. 위원회는 국무대신으로 충당하는 위원장 (국가공안위원회위원장)과 5명의 위원 등 총 6명으로 구성된다(경찰법 제4조·제6조). 위원회에는 특별기관으로 경찰청이 놓여있어(내각부 설치법 56조), 그것을 관리한다(경찰법 제5조 2항). 또한 경찰청은 위원회의 서무·실무를 보좌한다. 경찰의 민주적 운영과 정치적 중립성을 확보하는 것을 목적으로 한 조직,즉 감찰 역할이며, 반체제적인 운동과 조직을 단속 이른바 공안경찰활동을 주목적으로 하는 조직이 아니다.
- 위원장은 국무대신으로 충당된다 이른바 대신위원회[1]로, 경찰의 정치적 중립성 확보와 치안에 대한 내각 행정책임의 명확화라는 두 가지 요청의 조화를 도모하고 있다고 하지만, 국가 공안위원회의 회의업무 전반은 경찰청장 관방 직원에 의해 이루어지고있다.

## 위원회의 관리권
국가공안위원회는 경찰청을 관리하지만, 주 목적은 경찰 행정의 민주적이고 중립적인 운영을 도모하는 것이다. 또한 경찰청 자체에 경찰 사무의 집행권한을 주고 있는 것과 함께 하나하나의 안건에 대한 깊은 지휘감독이 아니라, 대강의 방침을 정하여 그 운영이 적절하게 행해지고 있는지를 사전·후에 감독하는 일을 의미하고 있다고 보인다. 따라서 구체적 사건에 대해 체포나 명령을 지시하지는 않는다. 다만 감찰의 경우에는 국가공안위원회가 그 직권으로 필요가 있다고 인정하는 경우에 개별 안건에 대해서도 경찰청에 조사를 지시할 수 있다.

## 위원회의 운영
위원장이 소집한다. 위원장 및 3명 이상의 위원의 출석이 없으면 회의를 열어 의결을 할 수 없게 되며 의사는 출석위원의 과반수로 이를 결정하고, 가결과 부결이 같은 수인 때에는 위원장이 결정하는 바에 따른다. 기획·운영은 경찰청이 하고, 경찰청을 관리하는 일 이외에는 국가공안위원회의 직권행사에 대해 경찰청의 보좌를 받는다. 경찰청장관관방에 과장급으로 국가공안위원회회무관이 배치되어있다.

## 위원장 및 위원
- 위원장직에 관한 자세한 내용 및 역대 위원장 목록은 국가공안위원회 위원장 항목 참조.

- (구) 경찰법에 따르면, 위원은 경찰직원 및 기타 정부의 직업공무원 중 경험이 없는 자 중에서, 중·참 양원의 동의(중의원의 압도적이여야함)를 얻어 임명된다. 위원의 임기는 동법 제7조 제1항에서는 일률적 5년으로되어 있었지만, 동법 부칙 제2조 제1항에서 첫 회에만 '한 사람은 1년, 한 사람은 2년, 한 사람은 3년, 한 사람은 4년, 한 사람은 5년'으로 되어있다 . 위원장은 위원의 상호선거에 의해 선출되며 위원장의 임기는 1년이다. 이 구법이 적용됐던 시기에 법조문 상에서는 "위원"의 문자가 겹치는 "국가공안위원회위원"이라는 표기가 이루어졌지만, 구어적으로는 겹쳐쓰지 않으며 "국가공안위원으로 임명한다." 등의 표현이 사용된다.

- (신) 경찰법에 따르면, 위원은 중·참 양원의 동의를 얻어 내각총리대신가 임명한다. 위원의 임기는 5년이며 1회에 한해 연임이 가능하다. 또한, 동법 부칙 제4항의 규정에 의하여 처음 임기만 '한 사람은 1년, 한 사람은 2년, 한 사람은 3년, 한 사람은 4년, 한 사람은 5년'으로 한다.

- 위원장 부재(외유 · 단기간의 질병 등)의 경우에 대비하여, 위원 중 1명이 미리 위원장 대리로 호선되고, 회의의 소집·의장 임무를 대행한다. 그러나 이 위원장 대리는 '국무대신과 맞먹는 위원장'의 대리 권한까지는 아니므로 국가공안위원회 규칙의 공포문 서명 등의 행위는 내각총리대신이 일시적으로 지명하는 국무대신이 '국가공안위원회 위원장 사무 대리'의 이름으로 대행한다.